# 조협 (찬애왕)
찬애왕 조협(贊哀王 曹協, ? ~ ?)은 조위의 추존 제후왕으로, 문제의 아들이다.

## 생애
일찍 죽었다. 태화 5년(231년)에 경상공(經殤公)으로 추봉되었고, 청룡 2년(234년)에 찬애왕(贊哀王)으로 승격되었다. 이듬해에 아들 조심이 작위를 이었다.

## 출전
- 진수, 《삼국지》 권20 위서 무문세왕공전

| 전임 (사실상) 삼촌 조곤 | 조위의 찬왕 (추존) | 후임 아들 찬상왕 조심 |

## 같이 보기
- 삼국지 인물 목록